# 공순진
공순진(1956년~)은 대한민국의 법학자로, 동래고와 부산대 법학과를 졸업하고 부산대 대학원에서 법학 석·박사학위를 취득했다. 1986년 동의대학교 법학과 교수로 부임해 학생복지처장, 교무처장, 법정대학장, 행정대학원장을 지냈으며, 2014년 8월 제10대 총장으로 재직하였다. 대한상사중재원 부산지부 중재인, 한국민사법학회 부회장, 한국토지법학회 수석부회장 등의 경력이 있다.